# Rānapur
Rānapur är en ort i Indien.   Den ligger i distriktet Jhābua och delstaten Madhya Pradesh, i den centrala delen av landet, 700 km söder om huvudstaden New Delhi. Rānapur ligger 377 meter över havet och antalet invånare är 10 675.
Terrängen runt Rānapur är platt. Runt Rānapur är det ganska tätbefolkat, med 207 invånare per kvadratkilometer. Närmaste större samhälle är Jhābua, 15,2 km nordost om Rānapur. Trakten runt Rānapur består till största delen av jordbruksmark.